# اندیس آی قلعه سی
آی قلعه سی یک اندیس فلزی است که در حوالی شهر تکاب استان آذربایجان غربی قرار دارد و مادهٔ معدنی موجود در آن، طلا است.  در این اندیس، پاراژنز‌های طلا، اسفالریت و گالن یافت می‌شوند.